# Limnephilus concolor
Limnephilus concolor är en nattsländeart som beskrevs av Banks 1899. Limnephilus concolor ingår i släktet Limnephilus och familjen husmasknattsländor. Inga underarter finns listade i Catalogue of Life.